# 可部中継局
可部中継局（かべちゅうけいきょく）は、広島県広島市安佐北区に置かれているテレビとFMラジオ放送の中継局。

## 中継局概要

### デジタルテレビ放送
| リモコン 番号 | 放送局名              | チャンネル 番号 | 空中線 電力 | ERP   | 偏波面   | 放送対象地域 | 放送区域 内世帯数 | 運用開始日     |
| ------------- | --------------------- | --------------- | ----------- | ----- | -------- | ------------ | ----------------- | -------------- |
| 1             | NHK 広島総合          | 14              | 1W          | 2.1W  | 垂直偏波 | 広島県       | 約23,000世帯      | 2007年 9月27日 |
| 2             | NHK 広島教育          | 15              | 1W          | 2.1W  | 垂直偏波 | 全国         | 約23,000世帯      | 2007年 9月27日 |
| 3             | RCC 中国放送          | 18              | 1W          | 1.95W | 垂直偏波 | 広島県       | 約23,000世帯      | 2007年 9月27日 |
| 4             | HTV 広島テレビ放送    | 19              | 1W          | 2W    | 垂直偏波 | 広島県       | 約23,000世帯      | 2007年 9月27日 |
| 5             | HOME 広島ホームテレビ | 22              | 1W          | 2W    | 垂直偏波 | 広島県       | 約23,000世帯      | 2007年 9月27日 |
| 8             | TSS テレビ新広島      | 23              | 1W          | 2.1W  | 垂直偏波 | 広島県       | 約23,000世帯      | 2007年 9月27日 |

- 所在地： 広島市安佐北区可部町大字大毛寺字陣貝（螺山）[1][2]
- 放送区域： 広島市安佐北区及び安佐南区の各一部[3][1][2]
- 2007年9月19日に予備免許が交付され[3]、9月20日に試験放送を開始。9月27日に本放送を開始した。
- JNN系列局のRCCが大半のJNN系列局（一部のANN系列局も）が使う「6」でも自社のアナログ親局チャンネルである「4」でもなく「3」なのは、当初は北海道放送（HBC）等と同じリモコンキーID「1」を選択したが、アナログ親局が1chでない場合はNHK総合が「1」のため民放最小番号となる「3」を選択した。これによりRCCだけが唯一全国標準のリモコンキーIDにしなかった。
- 隣接県で「6」を使うJNN系列の山陰放送（BSS）・RSK山陽放送（RSK）・あいテレビ（ITV）は広島県で受信する場合もそのまま「6」となる。
- 山形県・山梨県・高知県・大分県と同様にリモコンキーIDの配列が開局順となったほか、「8」を使うFNN系列のtssだけが“飛び地”となって仲間外れ状態になった（これは宮城・長崎・熊本・鹿児島の各県と同じ傾向）。

### アナログテレビ放送
| チャンネル 番号 | 放送局名              | 空中線 電力       | ERP               | 偏波面   | 放送対象地域 | 放送区域 内世帯数 | 運用開始日      |
| --------------- | --------------------- | ----------------- | ----------------- | -------- | ------------ | ----------------- | --------------- |
| 25              | TSS テレビ新広島      | 映像10W/ 音声2.5W | 映像25W/ 音声6.3W | 垂直偏波 | 広島県       | -                 | 1980年 12月26日 |
| 27              | HOME 広島ホームテレビ | 映像10W/ 音声2.5W | 映像31W/ 音声7.7W | 垂直偏波 | 広島県       | -                 | 1980年 12月26日 |
| 42              | HTV 広島テレビ放送    | 映像10W/ 音声2.5W | 映像30W/ 音声7.5W | 垂直偏波 | 広島県       | -                 | 1980年 12月26日 |
| 45              | NHK 広島教育          | 映像10W/ 音声2.5W | 映像30W/ 音声7.4W | 垂直偏波 | 全国         | -                 | 1967年 3月30日  |
| 47              | NHK 広島総合          | 映像10W/ 音声2.5W | 映像29W/ 音声7.2W | 垂直偏波 | 広島県       | -                 | 1967年 3月30日  |
| 49              | RCC 中国放送          | 映像10W/ 音声2.5W | 映像29W/ 音声7.2W | 垂直偏波 | 広島県       | -                 | 1979年 3月29日  |

- 所在地： デジタルテレビ放送に同じ
- 2011年7月24日をもってすべて廃止された。

### FMラジオ放送
| 周波数  | 放送局名             | 空中線 電力 | ERP  | 偏波面   | 放送対象地域 | 放送区域 内世帯数 | 運用開始日 |
| ------- | -------------------- | ----------- | ---- | -------- | ------------ | ----------------- | ---------- |
| 80.4MHz | HFM 広島エフエム放送 | 3W          | 4.2W | 水平偏波 | 広島県       | -                 | -          |
| 83.4MHz | NHK 広島FM放送       | 3W          | 4.2W | 水平偏波 | 広島県       | -                 | -          |

- 所在地： デジタルテレビ放送に同じ